# Vysoký vrch (Rudawy Gemerskie)
Vysoký vrch (1263 m n.p.m.) - szczyt w Rudawach Gemerskich, w środkowej Słowacji.

## Położenie
Leży w głównym grzbiecie wododziałowym łańcucha Rudaw Słowackich, rozdzielającym w tym miejscu zlewisko Hronu (na północy) od zlewiska Rimavy (na południu). Wznosi się ok. 1 km na południowy wschód od przełęczy Burda (1006 m n.p.m.).

## Charakterystyka
Partie szczytowe mają postać wielkiego rogala, którego jedno ramię jest skierowane ku wschodowi, a drugie ku południowemu zachodowi. Wschodnie ramię leży we wspomnianym grzbiecie wododziałowym, biegnącym ku polanom Siváková (1184 m n.p.m.) na skraju Płaskowyżu Murańskiego. Ramię południowo-zachodnie przechodzi w długi grzbiet o nazwie Kľak, opadający następnie w widły Kačkavy i Rimavy. Zewnętrzny łuk rogala w kierunku północno-zachodnim formuje niżej szeroki grzbiet opadający do przełęczy Burda, którym również biegnie wspomniany wododział.
Cały masyw budują skały krystaliczne – pochodzące z karbonu granodioryty tzw. typu weporskiego. Masyw ma łagodne kształty, stoki słabo rozczłonkowane, od wewnętrznej strony rogala strome, na zewnątrz łagodniejsze. Północne stoki przyległe do przełęczy Burda opadają ku źródliskomHronca, natomiast te położone bardziej na wschód – ku dolinkom Randavica, Havránková i Malá Štrbková, uchodzącym do doliny Dudlavki będącej dopływem Hronca. Stoki zachodnie odwadniane są przez źródłowy tok Rimavy. Strome stoki południowo-wschodnie i południowe tworzą kocioł źródliskowy potoku Hlboká, będącego dopływem Kačkavy.
Cały masyw jest zalesiony, w niższych partiach dominują buczyny, w wyższych – lasy świerkowe. Przecina go sieć dróg leśnych, wyprowadzających również w partie szczytowe. Z wyrębów i przecinek rozpościerają się ograniczone i zmienne (w zależności od rozwoju roślinności) widoki na Góry Stolickie, Płaskowyż Murański i masyw Fabovej (1439 m n.p.m.).

## Turystyka
Północnymi stokami masywu, na wysokości ok. 1020–1050 m n.p.m. biegnie czerwono znakowany, dalekobieżny szlak turystyczny o nazwie Rudná magistrála. W miejscu zwanym Pod Vysokým vrchom (1015 m n.p.m.) znajduje się rozdroże, z którego szlaki prowadzą:
- na Tri Kopce pod szczytem Fabowej Hali przez przełęcz Burda – 1.20 godz.;
- na Tri Kopce pod szczytem Fabowej Hali przez przełęcz Burda – 1.20 godz.;
- na Fabową Halę przez przełęcz Burda – 1.30 godz.;
- na polanę Nižná Kľaková na Płaskowyżu Murańskim – 1.45 godz.;
- do Závadki nad Hronom przez Stožky – 3.00 godz.;
- na polanę Nižná Kľaková na Płaskowyżu Murańskim przez Stožky – 2.25 godz.;